# Bucky (Marvel Comics)
James Buchanan "Bucky" Barnes é um super-herói fictício dos quadrinhos da Marvel Comics. Foi criado por Joe Simon e Jack Kirby e era o jovem parceiro do Capitão América. Apareceu pela primeira vez na revista Captain America Comics #1 (março de 1941), quando a Marvel se chamava Timely Comics. É interpretado no Universo Cinematográfico Marvel por Sebastian Stan em Capitão América: O Primeiro Vingador (2011), em Capitão América 2: O Soldado Invernal (2014), em uma cena pós-creditos de Homem-Formiga (2015), Capitão América: Guerra Civil (2016), em uma cena pós-créditos de Pantera Negra (2018), Vingadores: Guerra Infinita (2018), Vingadores: Ultimato (2019) e Falcão e o Soldado Invernal (2021).
Além da revista do Capitão América, Bucky Barnes apareceu em outras séries da Timely Comics. Depois da II Guerra, ele foi de um grupo de super-heróis pioneiro, o Esquadrão Vitorioso (All-Winners Squad no original). Na revista do Capitão América, ele foi substituído como parceiro pela namorada do herói, Betsy Ross, que depois seria a super-heroina Golden Girl. A primeira série da revista Capitão América terminou com o número 75 (fevereiro de 1950).
Capitão América e Bucky, acompanhados de Tocha Humana Original e Namor, reapareceram na revista Young Men #24 (Dezembro de 1953), com a Marvel chamada agora de Atlas Comics. A nova série acabou em mais três revistas do Capitão América (o último número foi Captain America #78, setembro de 1954).
Quando Stan Lee trouxe o Capitão América de volta, em The Avengers vol. 1, #4 (março de 1964) ficou estabelecido que o mesmo incidente que fez o Capitão sumir durante a Segunda Guerra Mundial havia matado Bucky, e então o personagem só apareceria em flashbacks e histórias situadas à época da guerra por décadas. Isso mudou em 2005, quando no título do Capitão escrito por Ed Brubaker, surgiu um supersoldado russo conhecido por Soldado Invernal, que foi revelado como Bucky, resgatado do fundo do oceano sem memórias pela União Soviética e transformado em um assassino com um braço biônico. Em 2008 ele se tornou o Capitão América, quando Steve Rogers foi dado como morto.

## Vida e morte de Bucky Barnes
James Buchanan Barnes nasceu em Shelbyville, Indiana em 1925. Órfão, filho de um soldado morto no campo de treinamento Leigh antes da entrada dos EUA na guerra. Depois dessa tragédia, Barnes foi adotado pela tropa do campo como seu mascote. Nesse local ele encontrou o soldado Steve Rogers, na mesma época em que o Capitão América também começou a ser visto na região. Acidentalmente, Bucky surpreendeu Rogers quando este estava de uniforme do Capitão. Para manter segredo, Barnes pediu para ser o companheiro do herói. Juntos, Capitão América & Bucky lutaram contra os nazistas até o fim da guerra. Se juntariam ainda ao"Esquadrão Vitorioso" (All-Winners Squad no original), que nos anos 70 daria origem aos "Os Invasores", através de retcon pelo roteirista Roy Thomas. Barnes também era o líder dos Young Allies e foi quem organizou o grupo Liberty Legion, entre a formação dos Invasores e o do pós-guerra All-Winners Squad.
No final da II Guerra, Capitão & Barnes tentaram deter o roubo de um avião experimental pelo Barão Zemo. Zemo havia preparado uma armadilha, colocando explosivos no avião. O avião explodiu lançando o Capitão nas águas geladas do oceano. O corpo de Rogers se mantém preservado em animação suspensa num bloco de gelo. Depois de décadas ele é resgatado pelo Vingadores(revista The Avengers #4, Março de 1964).
As forças americanas não encontraram o corpo de Bucky, presumindo que estivesse morto. Descrito como caso encerrado para o exército americano, foi encontrado e revivido pelo russo Vasily Karpov.

### Soldado Invernal
Como um jovem garoto, James Buchanan Barnes perdeu o pai (um soldado que participara da Segunda Guerra Mundial), e foi então aprovado por Camp Leigh como seu mascote, autonomeando-se "Bucky". Foi aqui que ele descobriu a identidade do Capitão América.
Após esses acontecimentos, Bucky sofreu um rigoroso treinamento e foi designado para ser auxiliar da PAC, acompanhando-o em muitas aventuras, tendo trabalhado duas vezes com os Invasores originais. Passado algum tempo depois, em uma última missão contra o Barão Zemo, Bucky e o Capitão América saltaram sobre um avião experimental em uma tentativa arriscada de desarmar bombas. Infelizmente, as bombas detonaram, fazendo com que o Capitão caísse no Atlântico Norte, onde viria a ser encontrado e descongelado pelos Vingadores.
Contudo, as forças americanas nunca encontraram o corpo de Bucky, presumindo que estivesse morto. Sendo considerado como um caso encerrado para os americanos, ele foi encontrado e revivido pelo russo General Vasily Karpov em nova série de histórias do Capitão América lançadas a partir de 2005. O primeiro ano das aventuras foram publicadas no Brasil em 2011, em volume encadernado da Editora Panini
Ao acordar, Bucky não se lembrou de sua identidade, dando uma oportunidade para Karpov reprogramar sua mente e transformá-lo em um assassino conhecido por Soldado Invernal. Ele foi enviado por todo o globo, cometendo assassinatos políticos com enormes efeitos sobre a Guerra Fria. No entanto, sua implantação de memória causou instabilidade mental e ele foi mantido em imobilismo entre missões para impedir que se rebelasse por completo. No século XXI, tendo envelhecido apenas 5 anos desde seu acidente, devido ao longo tempo em animação suspensa, foi controlado pelo russo Aleksander Lukin (um menino adotado por Karpov durante uma batalha da Segunda Guerra Mundial), dono da Corporação Kronas e que depois foi dominado pelo Caveira Vermelha através do cubo cósmico.

## Guerra Civil: a Morte de Steve Rogers
Após a aparente morte de Steve Rogers, o Capitão América original, James foi escolhido pelo Homem de Ferro (quando este era líder da S.H.I.E.L.D.) para ser o novo herói americano. Sua parceira nas missões e aventuras passaria a ser Natasha Romanoff a Viúva Negra original. Ele, além do escudo de Rogers, usaria uma pistola e uma faca de combate, além de aproveitar o implante cibernético no braço esquerdo, para ter mais força para segurar o escudo. Não demorou muito a perceber que a responsabilidade em substituir o Capitão América era muito grande, pois o povo, aliados e inimigos sabem que não se trata do verdadeiro Sentinela da Liberdade. Isto, por vezes, cria um conflito psicológico na mente do herói, que, no entanto, sente-se honrado em assumir o legado de seu grande parceiro e amigo; tanto que, apesar da volta de Rogers à dimensão real, Bucky continuará sendo o Capitão América!

## Outros Buckys
Em 1953, um órfão chamado Jack Monroe, fã de Capitão América & Bucky, descobre que seu professor de História possui a mesma admiração pelos heróis, tendo inclusive feito uma cirurgia plástica para ficar parecido com Steve Rogers, além de assumir seu nome. Esse novo Rogers descobre num armazém na Alemanha, a fórmula perdida do super-soldado. Os novos Bucky & Rogers usam essa fórmula e começam a lutar contra os comunistas, como a nova dupla Capitão América & Bucky (revista Young Men #24, dezembro de 1953).
Mas a falta da irradiação do Raio Vita desestabiliza os efeitos da fórmula, tornando a dupla de heróis paranóica e perigosamente insana. Em 1955 o FBI os captura e os coloca em animação suspensa. Anos depois eles são revividos e enfrentam o verdadeiro Steve Rogers com seu novo parceiro Falcão (Captain America #153, setembro de 1972). Depois dessa luta, Bucky se tornou o Nômade.
Por um breve período Rick Jones usou o uniforme de Bucky e tentou ser parceiro do Capitão América. Rogers, ainda chocado com a morte do Bucky original, recusou a parceria.
O Capitão América V (John Walker) formou o grupo Bold Urban Commandos (BUCkies). O principal dos Buckies era um afro-americano chamado Lemar Hoskins. Um nenê que apareceu nas aventuras do Nômade, também foi chamado de Bucky e usou roupas parecidas com o uniforme do antigo herói.

## Poderes e Habilidades
Depois do acidente, Bucky perdeu o braço esquerdo onde foi implantado um braço biônico, que lhe deu força sobre-humana e reflexos que superam de longe os de um artista marcial, também pode disparar descargas elétrica. Por ter um alto treinamento, Bucky quase nunca falha em suas missões, pois passa quase que despercebido por qualquer pessoa viva. Também é um dos assassinos mais letais do Universo Marvel. Dos vários Buckys, apenas Monroe e Hoskins possuem força e reflexos aprimorados. Bucky Barnes e Rick Jones eram apenas grandes acrobatas e habilidosos em combate armado e desarmado.

## Em outras mídias

### Desenhos Animados
- Na série The Marvel Super Heroes, surge nos flashbacks do Capitão América.
- Tem aparições em dois episódios da série animada The Avengers: Earth's Mightiest Heroes.
- Aparece em dois episódios de Avengers Assemble como o Soldado Invernal, dublado por Roger Craig Smith (que também dubla o Capitão América na série).

### Cinema

#### Universo Cinematográfico Marvel
- O personagem foi interpretado várias vezes pelo ator Sebastian Stan no Universo Cinematográfico da Marvel.     
  - Em Capitão América: O Primeiro Vingador ele é um amigo e aliado de Steve Rogers na 2° Guerra Mundial, onde aparentemente morre em uma das missões do Comando Selvagem ao cair junto com um trem.
  - Em Capitão América 2: O Soldado Invernal Bucky ressurge como o Soldado Invernal, que foi resgatado pela Hidra e após ter sua memória totalmente apagada e o braço amputado trocado por uma prótese, serviu missões de assassinato ao redor do globo por décadas. Eventualmente começa a recuperar as lembranças ao confrontar o Capitão em um aeroporta-aviões.
  - A cena pós-créditos de Homem-Formiga mostra Sam Wilson e Steve Rogers mantendo Bucky Barnes sob sua custódia. Logo depois, os dois decidem não informar à Tony Stark.
  - Em Capitão América: Guerra Civil, o Capitão está rastreando Bucky, que foi acusado de diversos assassinatos, dentre eles o pai de T'Challa, o Pantera Negra. Com suas memórias parcialmente recuperadas, Bucky leva o Capitão para o centro que formava os Soldados Invernais na Rússia, onde se descobre que Bucky foi incriminado por Helmut Zemo, que visava destruir os Vingadores por dentro usando uma informação que ele descobriu: Bucky matou os pais de Tony Stark a serviço da Hidra. Revoltado com a revelação, o Homem de Ferro ataca Bucky, e o Capitão se vê forçado a defender seu amigo, que após o confronto é escondido por T'Challa em Wakanda.
  - A cena pós-créditos de Pantera Negra mostra Bucky descansando em Wakanda, aparentemente tendo recuperado sua memória completamente.
  - Em Vingadores Guerra infinita, quando os Vingadores chegam em Wakanda, Bucky ganha um novo braço de metal de T'Challa para defender o país contra as forças de Thanos. Quando Thanos apaga metade do universo com a manopla, Bucky é o primeiro dos heróis a se desintegrar.
  - Bucky é revivido em Vingadores: Ultimato, e participa do confronto com as forças de Thanos. Ao final do filme, Bucky testemunha um idoso Rogers, que usou a viagem no tempo para viver os anos em que passou congelado, passar seu escudo para Sam Wilson.
  - O personagem voltou na série do Disney+, Falcão e o Soldado Invernal, que mostra Sam Wilson e Bucky em uma aventura mundial contra um sindicato de criminosos.
  - Bucky tem uma breve aparição em Capitão América: Admirável Mundo Novo, onde é citado que ele está em campanha para entrar no congresso dos Estados Unidos.
  - Bucky aparece como um dos personagens principais do filme Thunderbolts* (2025) como líder da equipe homônima.